# 州城石刻
州城石刻，是位于中国山东省泰安市东平县州城街道州城城内的元代至清代时期石刻，1985年入选东平县第一批文物保护单位。
州城石刻分布于州城城内，包括诰授通议大夫江苏按察使司按察使宫公神道碑、改筑州城碑等，记载了州城地区的人文历史。